# Hanno Beck (Volkswirt)
Hanno Beck (* 1966) ist ein deutscher Ökonom, Sachbuchautor und Hochschullehrer sowie ehemaliger Wirtschaftsjournalist.

## Leben
Beck studierte von 1987 bis 1993 Volkswirtschaftslehre an der Johannes-Gutenberg-Universität Mainz. Von 1993 bis 1998 war er wissenschaftlicher Mitarbeiter am Lehrstuhl für Wirtschaftspolitik der Universität Mainz. 1998 wurde Hanno Beck zum Dr. rer. pol. promoviert. Zwischen 1998 und 2006 war er Redakteur für Wirtschaft und Finanzmärkte bei der Frankfurter Allgemeinen Zeitung. Seit 2006 ist er Professor für Volkswirtschaftslehre an der Hochschule Pforzheim. Beck war mehrmals Lehrbeauftragter an verschiedenen deutschen Fachhochschulen und an der polnischen Warsaw School of Economics.

## Preise und Auszeichnungen
- 2003: AM Generali Invest Journalistenpreis
- 2007: Deutscher Journalistenpreis in der Kategorie Vermögensverwaltung, Sonderpreis Sprache
- 2013: Deutscher Finanzbuchpreis für den Titel Geld denkt nicht

## Bücher (Auswahl)
- Die Logik des Irrtums. Wie uns das Gehirn täglich ein Schnippchen schlägt. Frankfurter Allgemeine Buch, Frankfurt am Main 2008.
- mit Urban Bacher und Marco Herrmann: Inflation – Die ersten zweitausend Jahre: Wie Politiker unser Geld zerstören und wie man sich davor schützt. Frankfurter Allg. Buch, Frankfurt 2017, ISBN 978-3-95601-204-4.
- Behavioral Economics: eine Einführung. Springer Gabler, Wiesbaden 2014, ISBN 978-3-658-03366-8.
- mit Juliane Schwoch: Das Rätsel vom Fluss. Von leeren Kornkammern, gefährlichen Geschäften und der Wasserratte, die baden ging; ein Wirtschaftsmärchenbuch nicht nur für Kinder. Frankfurter Allg. Buch, Frankfurt 2014, ISBN 978-3-95601-057-6.
- Die große Geldschmelze: wie Politik und Notenbanken unser Geld ruinieren. Hanser, München 2014, ISBN 978-3-446-44031-9.
- Recherchieren – strukturieren – präsentieren. C.H. Beck, München 2014, ISBN 978-3-406-66204-1.
- mit Juliane Schwoch: Alles, was Recht ist. A short story about law. Frankfurter Allg. Buch, Frankfurt 2012, ISBN 978-3-89981-312-8.
- Geld denkt nicht: wie wir in Gelddingen einen klaren Kopf behalten. Hanser, München 2012, ISBN 978-3-446-43202-4.
- mit Aloys Prinz: Staatsverschuldung: Ursachen, Folgen, Auswege. Bundeszentrale für Politische Bildung, Bonn 2012, ISBN 978-3-8389-0304-0.
- Volkswirtschaftslehre: Mikro- und Makroökonomie. Lehrbuch. Oldenbourg, München 2012, ISBN 978-3-486-71317-6.
- mit Juliane Schwoch: Der grosse Plan. Wie der gutmütige Waschbär eine Firma gründet, die schlaue Eule das Geld erfindet und beide beinahe vom bösen Wiesel überlistet werden. Frankfurter Allg. Buch, Frankfurt  am Main 2011, ISBN 978-3-89981-258-9.
- Medienökonomie: Print, Fernsehen und Multimedia.  Springer, Berlin / Heidelberg 2011, ISBN 978-3-642-18131-3.